# محمد خلف
محمد خلف هو لاعب كرة قدم مصري يلعب في خط الدفاع.